# François Debret
François Debret (Paris, 21 de junho de 1777 — Saint-Cloud, 19 de fevereiro de 1850) foi um arquiteto maçom francês.

## Biografia
Filho de Jacques Debret, secretário do Tribunal Penal do Parlamento de Paris, e sua esposa Élisabeth, comerciante, irmão mais novo de Jean-Baptiste Debret, foi pupilo de Charles Percier e Pierre-François-Léonard Fontaine.
Foi encarregado da manutenção e reparação da basílica de Saint-Denis e nomeado arquitecto-chefe da Cidade de Paris, inspetor geral dos edifícios civis, membro do Conselho de Edifícios Civis. Ele foi eleito membro da Academia de Belas Artes em 1825.
Em 1808, ele se casou com uma irmã de Félix Duban, de quem teve um filho, François, nascido em 1809, aluno da Escola de Belas-Artes, lojista e arquiteto da cidade de Paris.
Juntamente com seu cunhado Félix Duban, foi professor na Escola de Belas Artes de Paris e entre seus alunos estão Antoine-Nicolas Bailly, Simon-Claude Constant-Dufeux, Alexandre Du Bois e Félix Duban.
Está sepultado no Cemitério Père-Lachaise (24ª Divisão).

## Realizações
- Restauração de vários teatros e edifícios da nova Escola de Belas Artes (1822-1832), instalada no antigo museu dos monumentos franceses, fundada em 1795 no antigo convento de Petits-Augustins e fechada por Louis XVIII em 1816. Este trabalho foi continuado por seu cunhado Félix Duban.
- Arquitetura da Ópera Le Peletier (1821). Após a destruição da Ópera da Rua Richelieu em 1820, uma "sala temporária" para a Ópera foi encomendada a Debret na falta de um local definitivo (a atual Ópera Garnier). A Salle Le Peletier foi a sede da Ópera de Paris de 1821 a 1873, quando um incêndio a destruiu. A Ópera Garnier foi apressadamente completada e inaugurada dois anos depois, em 5 de janeiro de 1875.
- Teatro dos Nouveautés, rua Vivienne, oposto à Bolsa, construído em 1826-1827, demolido em 1869.
- Arquitetura da Conservatório de Música de Paris (1838).
- Substituiu Jacques Cellerier na construção do local permanente da basílica de Saint-Denis em 1813. Restaurou, nos planos de seu antecessor, as fachadas, a torre, a rosa do transepto, criou a capela do capítulo e interveio na decoração do interior da igreja. Napoleão pediu-lhe para planejar seu túmulo lá. Sob a Restauração, foi comissionado para reinstalar as tumbas reais que haviam sido removidas para o museu de Petits-Augustins. Sob sua direção, fissuras apareceram na torre norte e ela teve que ser demolida. François Debret foi substituído por Eugène Viollet-le-Duc em 1846.